# Hélène Fourment

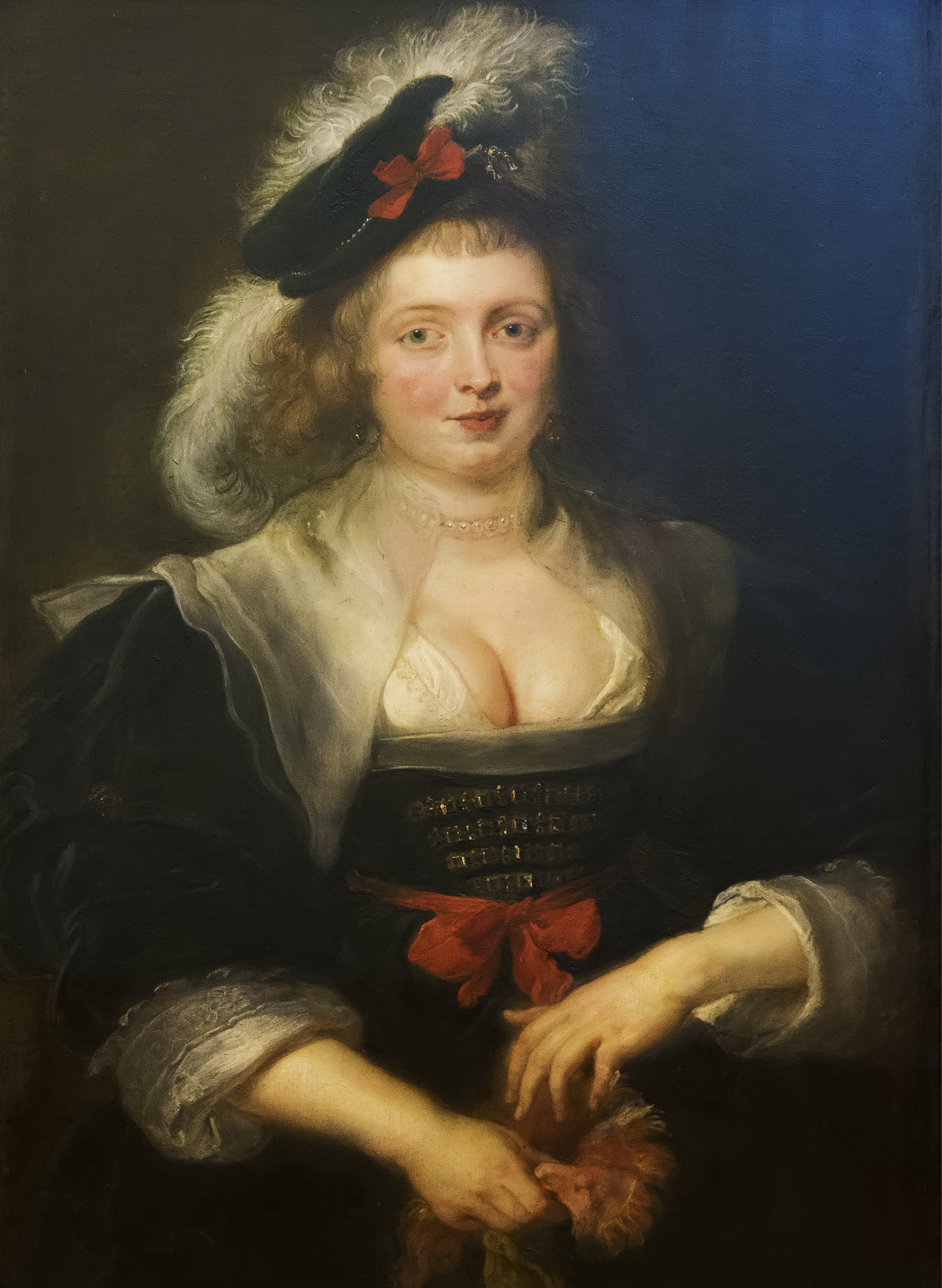
Rubens, Hélène Fourment met handschoen Alte Pinakothek, München

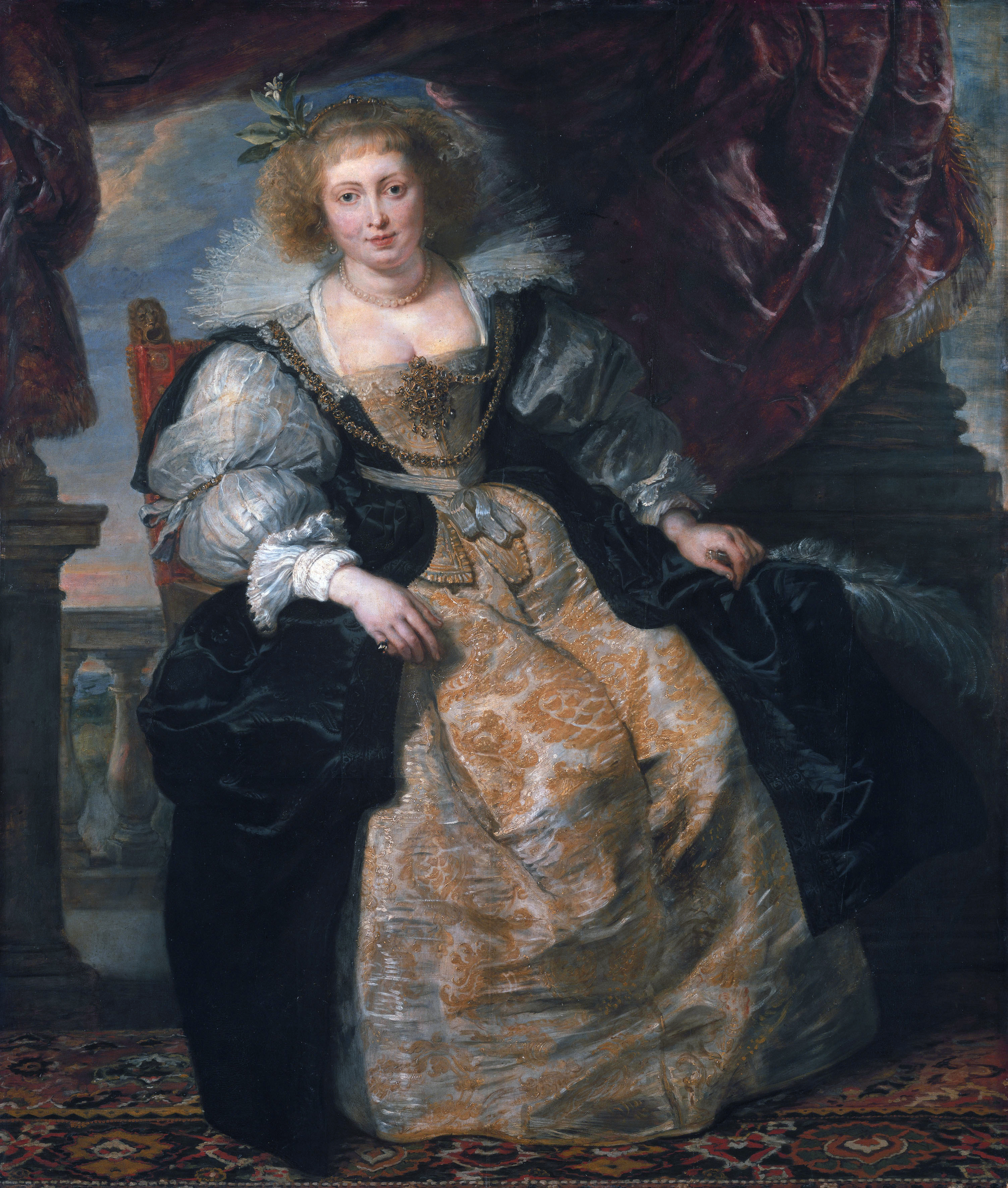
Rubens, Hélène Fourment, circa 1630-1631, Alte Pinakothek, München

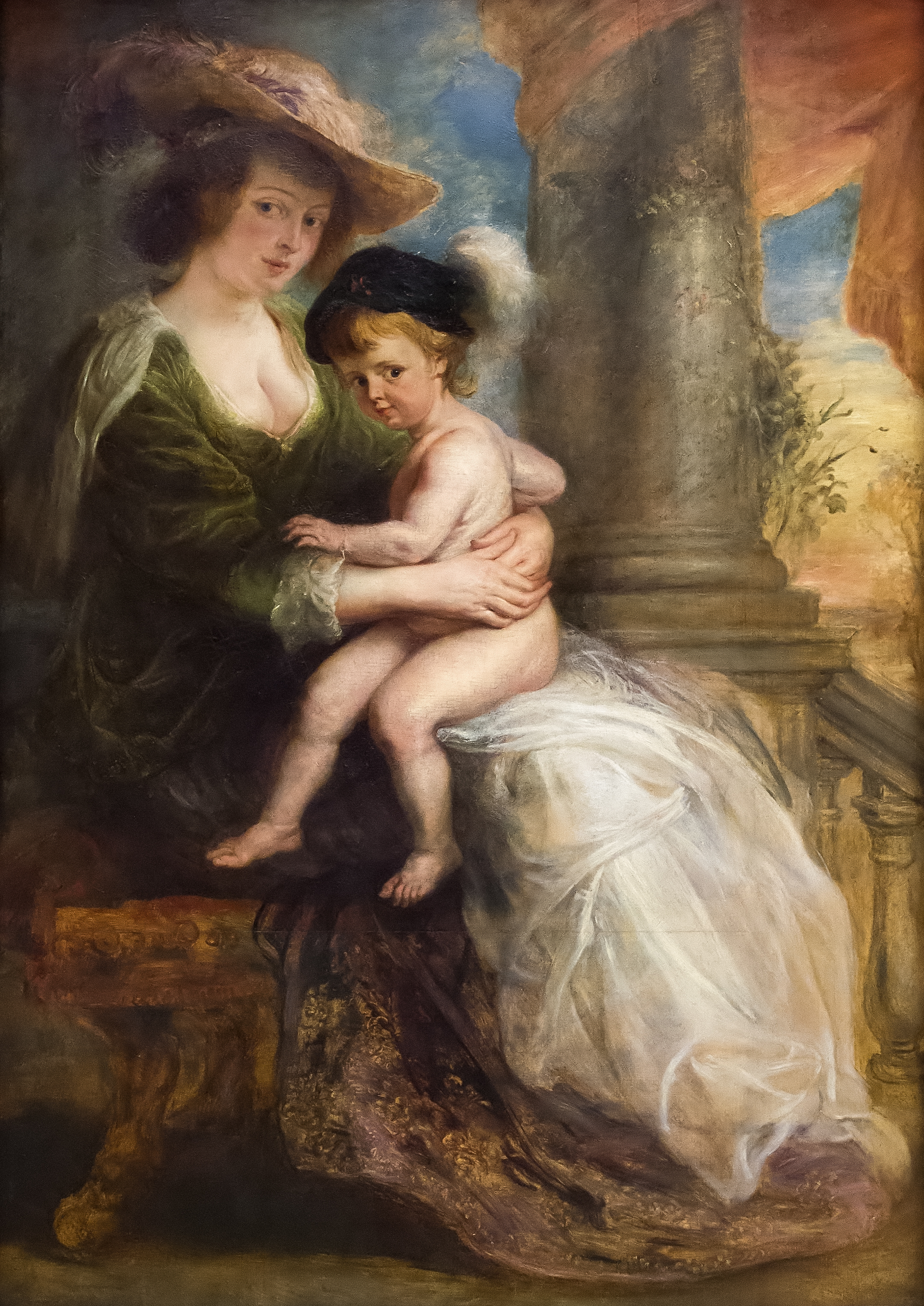
Rubens, Hélène Fourment met haar oudste zoon Frans Alte Pinakothek, München

Hélène Fourment (Antwerpen, gedoopt 1 april 1614 – Brussel, 15 juli 1673) was de vrouw van de schilder Peter Paul Rubens en van de staatsman Jan-Baptist van Brouchoven. 

## Leven

### Jeugd
Hélène Fourment was de dochter van Daniël I Fourment, een Antwerps zijdekoopman en Clara Stappaerts. Hélène was de jongste in een gezin met vier zonen en zeven dochters. Haar zusters Clara (geboren 1593) en Susanna (1599-1628) werden beiden door Rubens geportretteerd.

## Galerij

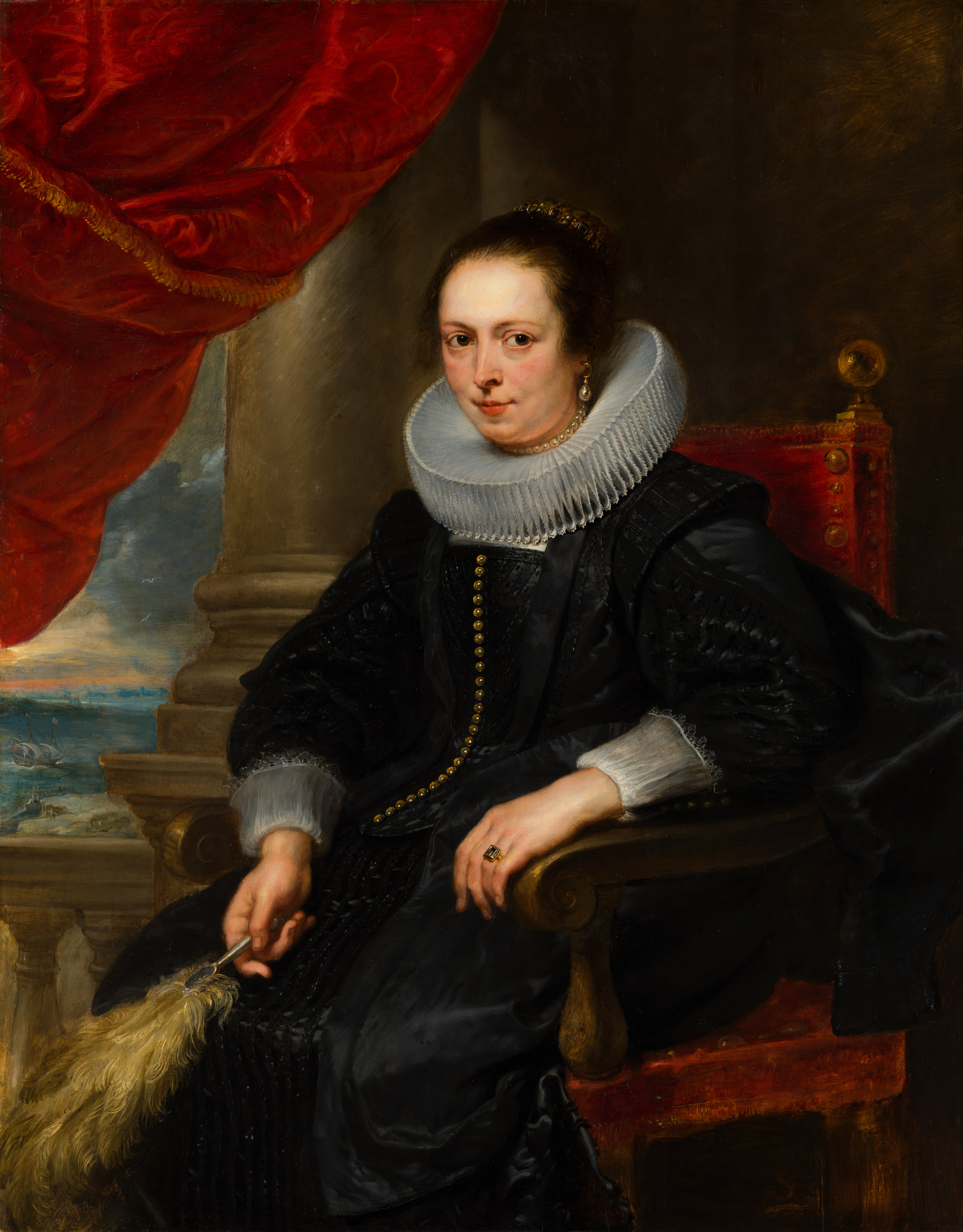
Rubens, Portret van een vrouw, mogelijks Clara Fourment, ca. 1630, Mauritshuis
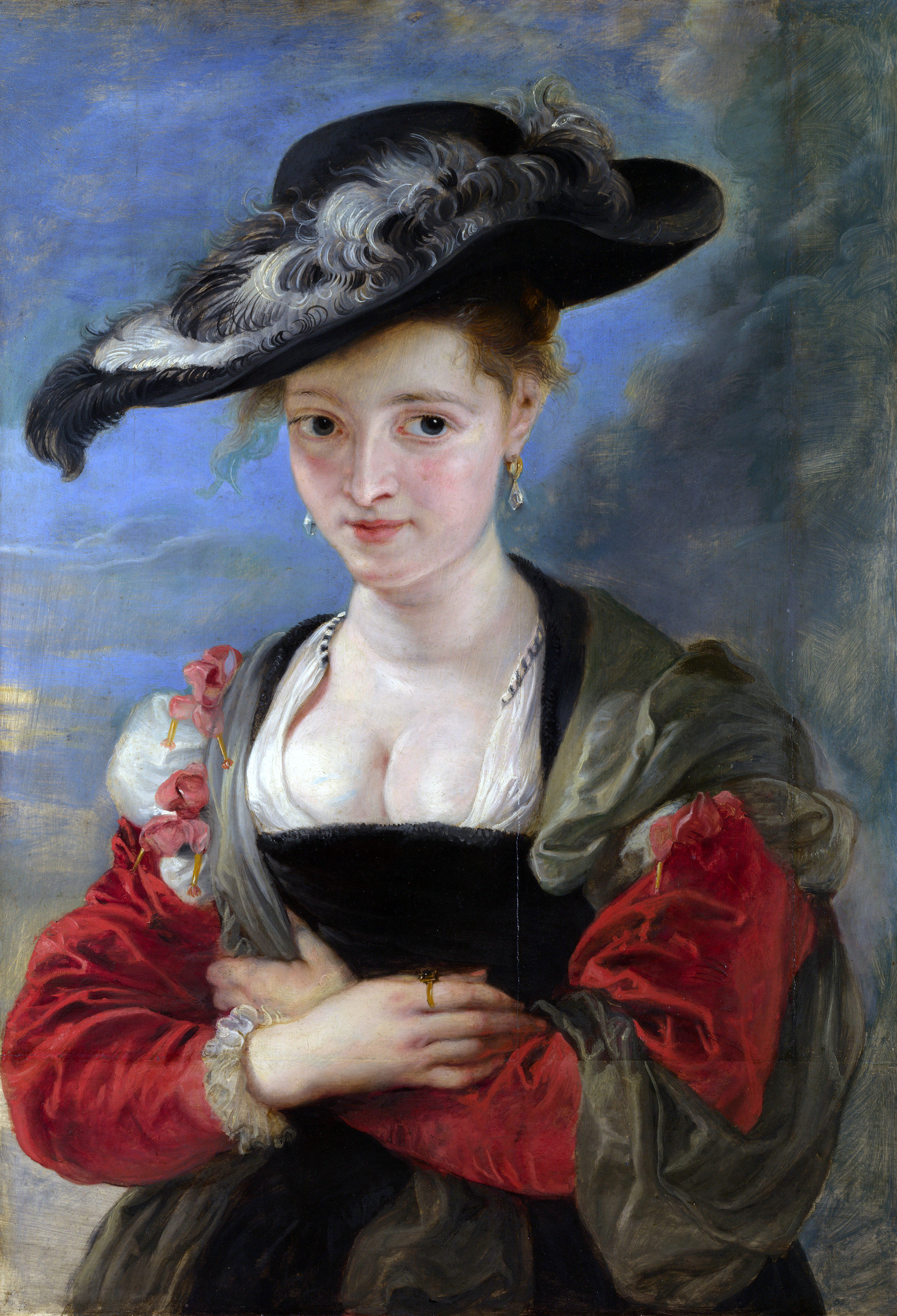
Rubens, Susanna Fourment met strohoed (1625), National Gallery, Londen
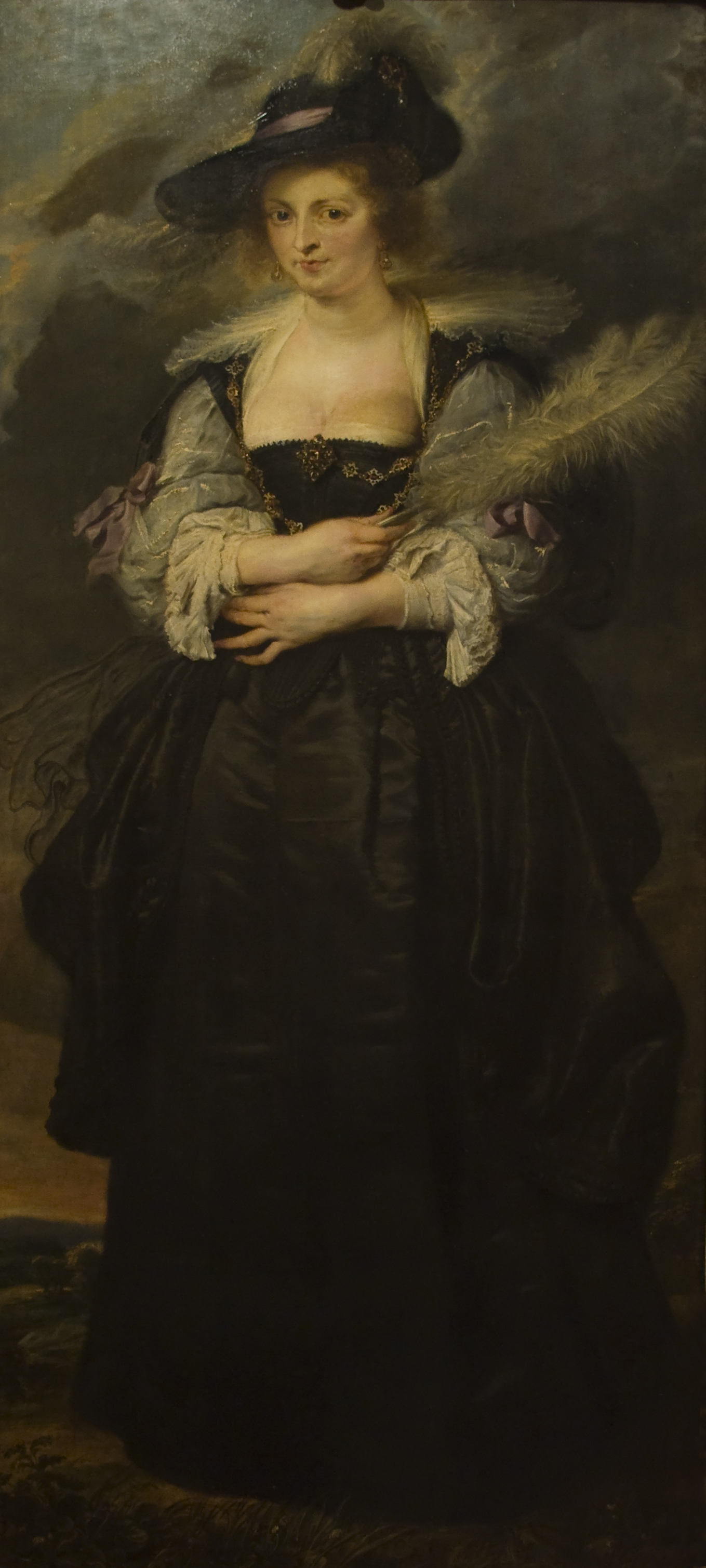
Rubens, Hélène Fourment in 1635 in het Museu Calouste Gulbenkian

### Huwelijk met Rubens

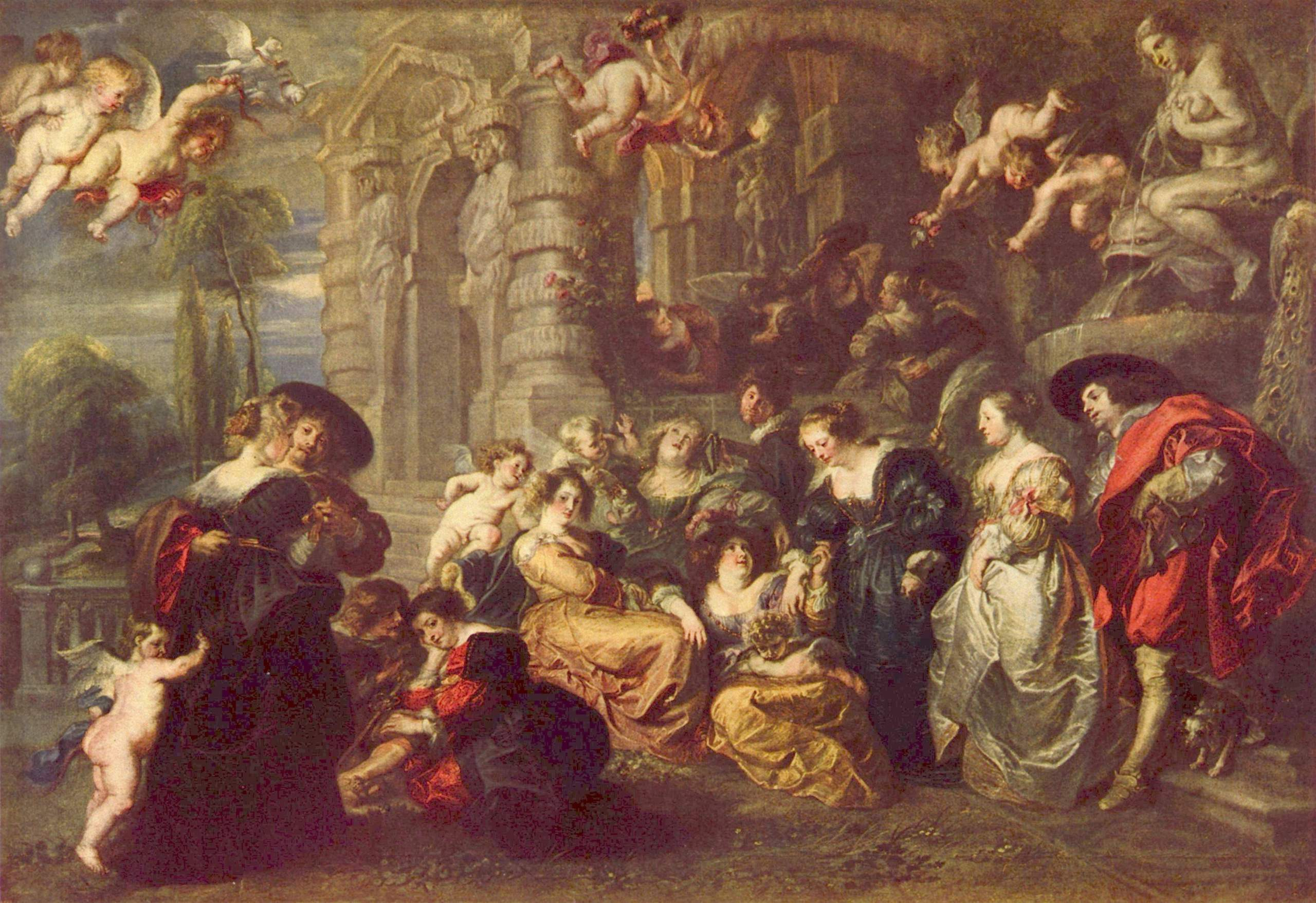
De tuin van de liefde, circa 1633, Prado Museum, Madrid

Hélène Fourment trouwde met Rubens op 6 december 1630, toen ze 16 jaar oud was en hij 53 jaar. Rubens' eerste vrouw Isabella Brant was overleden in 1626. Rubens was bekend met de familie Fourment via zijn familie- en zakenrelaties: Hélènes broer Daniël II was getrouwd met Clara Brant, de zus van Isabella terwijl Hélènes vader, Daniël I, een kunstliefhebber was die werken bezat van zowel Rubens en zijn leerling Jacob Jordaens als van Italiaanse meesters. Haar vader had Rubens voorts de opdracht gegeven voor het maken van de kartons voor een reeks wandtapijten over het leven van Achilles.
Naar aanleiding van zijn tweede huwelijk schreef Rubens in 1634 het volgende aan de Franse geleerde Nicolas-Claude Fabri de Peiresc: Ik besloot te trouwen omdat ik vaststelde dat ik nog niet geschikt was voor het celibaat. Ik koos een jonge vrouw uit een fatsoenlijke, maar burgerlijke familie, hoewel iedereen mij aanraadde een vrouw van adel te nemen. Maar ik vreesde de hoogmoed, de algemene kwaal van de adel, zeker bij vrouwen. Daarom koos ik een meisje dat niet zou blozen wanneer zij me mijn penselen zag nemen. Om eerlijk te zijn, leek het me hard om de kostbare schat van de vrijheid te verliezen in ruil voor de omhelzingen van een oude vrouw.
Hélène en Rubens kregen samen vijf kinderen, van wie de jongste dochter geboren werd toen Rubens al overleden was. De kinderen waren:
- Clara-Johanna (1632-1689), die trouwde met Filips van Parijs, raadsheer en ontvanger-generaal van de Staten van Brabant,
- Frans (1633-1678), die schepen werd van Antwerpen en raadsheer in de Raad van Brabant,
- Isabella (1635-1652)
- Pieter Paul (1637-1684), die stierf als priester in Turnhout,
- Constance (1641-na 1709), die kloosterlinge werd.

Hélène Fourment werd gezien als een mooie vrouw; haar schoonheid werd geprezen door onder andere de landvoogd van de Zuidelijke Nederlanden Ferdinand van Oostenrijk, die zei dat ze "zonder twijfel de mooiste was die men hier kan zien" en door de dichter Jan Caspar Gevaerts, een vriend van Rubens, die schreef dat "Helena van Antwerpen ver Helena van Troje overtreft". Hélène en Rubens hadden een gelukkig huwelijk hetgeen onder meer blijkt uit de vele portretten die hij maakte van Hélène en hun gezin en in het bijzonder in het schilderij De tuin van de liefde, waarin hij hun huwelijk verheerlijkt. Het huwelijk met Helène was voor Rubens het begin van een periode waarin hij zijn carrière in de diplomatie en aan het hof ruilde voor een leven op het platteland en de onderwerpen van zijn schilderijen veranderden van het religieuze naar het mythologische en dionysische.

### Tweede huwelijk
Na Rubens' dood in 1640 leerde Hélène Jan-Baptist van Brouchoven, schepen van Antwerpen en later eerste graaf van Bergeyck, kennen. Op 9 oktober 1644 werd Jan van Brouchoven geboren en in de Sint-Andrieskerk te Antwerpen gedoopt, als zoon van Jan-Baptist en Hélène. Het paar huwde in 1645. Er kwamen nog vijf wettige kinderen, die zich voegden bij de gelegitimeerde zoon en bij de vijf nog jonge kinderen uit het huwelijk Rubens-Fourment. De kinderen waren:
- Catharina (°1646), die trouwde met Gilles de Paepe, chef-president van de Geheime Raad,
- Maria-Ferdinande (°1648), die karmelietes werd,
- Hyacinth (1650-1707), die lid werd van de Grote Raad van Mechelen, raadsheer van de Consejo de Flandes, lid van de Raad van State en voorzitter van de Grote Raad van Mechelen,
- Nicolaas (1653-1716), die griffier en lid van de Raad van Financies werd,
- Isabelle, die trouwde met Emanuel José de Portugal-Cortizos, markies van Villaflores, lid van de Spaanse Geheime Raad in Madrid.

Haar man Jan-Baptist van Brouchoven werd, na verschillende functies in Antwerpen te hebben vervuld, een belangrijk raadsheer in dienst van de Spaanse vorsten, zowel in Brussel als in Madrid waar hij lid werd van de Consejo de Flandes, het orgaan opgericht door de Spaanse vorsten om de Spaanse Nederlanden te regeren. Haar zoon Jan van Brouchoven volgde in de voetstappen van zijn vader en werd een van de belangrijkste Zuid-Nederlandse politici op het einde van de Spaanse periode en werd ook de tweede graaf van Bergeyck.
Hélène Fourment overleed in Brussel op 15 juli 1673 en haar stoffelijk overschot werd in de grafkelder van Rubens in de Sint-Jacobskerk te Antwerpen bijgezet.